# Phillips Lord
Phillips Haynes Lord (ur. 13 lipca 1902 w Hartford w stanie Vermont, zm. 19 października 1975) – amerykański aktor filmowy, radiowy, pisarz i osobowość radiowa.

## Filmografia
- 1931: Way Back Home jako pastor Seth Parker

## Wyróżnienia
Posiada swoją gwiazdę na Hollywoodzkiej Alei Gwiazd.